# Mugilogobius cagayanensis
Mugilogobius cagayanensis är en fiskart som först beskrevs av Aurich, 1938.  Mugilogobius cagayanensis ingår i släktet Mugilogobius och familjen smörbultsfiskar. Inga underarter finns listade i Catalogue of Life.